# 中國國際啤酒節
中國國際啤酒節，也稱大連啤酒節，是每年七月底至八月初於大連星海廣場舉行的爲期兩周以喝啤酒爲主題的商業狂歡節日。因自2002年始每届啤酒節都是由大連市承辦舉行，故也稱之爲「大連啤酒節」。

## 歷史
1999年首届「中國國際國際啤酒」於北京奧體中心舉行，之後2000年和2001年的兩届啤酒節也是在北京舉行。
2002年，大連市政府正式承接舉辦該節日，並延續至今。
2005年，德國慕尼黑啤酒節首次做客「大連國際啤酒節」，在之後歷届啤酒節也多次參加，並受到當時德國慕尼黑副市長的好評 。
2016年8月5日凌晨，在當年啤酒節結束清場時，位於星海廣場中心的九龙华表也被順帶拆除。不少市民懷疑是因爲政府此行的目的是爲了降低薄熙來的影響力。
2020年因受新冠疫情影響原計劃舉行的第二十三届啤酒節被迫取消。

## 外部鏈接
- 大連國際啤酒節官網 （页面存档备份，存于）